# 梁廷玢
梁廷玢，汉军正白旗人，清朝政治人物。举人出身。
梁廷玢曾于1780年接替张履观任娄县知县一职，1780年由邱涟接任。